# 警死庁24時
『警死庁24時』（けいしちょうにじゅうよじ）は、大和田秀樹による日本のギャグ漫画。『月刊少年エース』（角川書店）にて、2001年5月号から2004年3月号まで連載。連載時と同じ2000年前半の東京が舞台。主人公たちが勤務する富士見署は架空の署。基本的に警察をベースにしたギャグ漫画（ストーリーギャグ）。連載時の流行語や時事ネタも少しだが取り入れられている。警死庁メンバーによるミサイルを素手で撃墜、暴走族との激突、市街戦まがいの捕物、暴力団をポイ捨て禁止条例違反で潰滅、世界中の裏警察によるトーナメント、はては人類存亡を掛けた陰謀劇など破天荒なストーリーが繰り広げられる。
単行本では各話の間に書き下ろしの4コマ漫画「たのしい警死庁くん」が収録されている。各単行本冒頭にカラー数ページの漫画が収録されている（本誌に掲載されていたもの）。
作品執筆中の2002年に警察手帳のデザインが変更されたが、作中では2005年の連載終了まで旧式の警察手帳が描かれていた。また、作中に登場する警察官の制服は本物に近いがアレンジされており、帽子や女子制服のベストに違いがある。

## あらすじ
新米警察官山吹鉄之助は、勤務初日に富士見署交通課四係に配属される。元々刑事課志望であった彼は、イベントのぬいぐるみショー・学校などでの交通安全教室が四係の主な仕事と知り、失望する。しかし、正義感から事件に首を突っ込んでしまったことをきっかけに、鉄之助は交通課四係の真の姿「警死庁」の存在を知ってしまう。鉄之助は警死庁の謎と父の死の真相を知るため、自らも警死庁に入庁するのであった。

## 登場人物

### 富士見署交通課 四係
イベントのぬいぐるみショー・学校などでの交通安全教室がメインの仕事。しかしそれは表の顔であり、その実態は警視庁の手に負えない事件が発生した時に出動する「警死庁」メンバーの集まりである。
山吹鉄之助（やまぶき てつのすけ）
主人公。19歳。伝説の警察漢「鉄の腕」を父に持つ若き警察官。階級は巡査。警察官として熱い魂と職業意識を持っている。警察学校の成績は中の下。私服のセンスがない。クライマックスのシーンでは本人の意思とは関係なく全裸になることが多い。高峰署長からことあるごとにセクハラを受ける。配属されて間もなく、警死庁の存在を知らされることになる。警死庁の謎と父の死の真相を知るため、入庁試験を受けて合格、晴れて警死庁の一員となった。物語が進むにつれて「鉄の腕」の能力に目覚め、「巡殺」に昇進。識別信号（コード）は父と同じ「鉄の腕」。自力で編み出した必殺技「鉄の嵐（アイアンストーム）」も奇しくも父と同じ技である。
木ノ下コーヘイ（きのした コーヘイ）
鉄之助の同僚、先輩。銃器の扱いに長けた「警察漢」。警察官としての階級は巡査。制服ではなく、スーツを着用している。パンダの着ぐるみが気に入っており、着たまま発砲したことが何度もある。木ノ下の入庁試験は「玉子地獄試験」（詳細不明）であり、最多玉子記録を塗り替えたことがある。途中、コーヘイ＝キノシータと名乗っているので、フルネームは「木ノ下コーヘイ」もしくは「木ノ下コウヘイ」と推測される（漢字不明）。作者の前作『たのしい甲子園』に登場した木ノ下と同一人物。作者自身のブログによれば、当初の構想では鉄之助は『たのしい甲子園』の主人公である太田と闘う予定で、その伏線として木ノ下を出したと語っているが、実際には太田の存在を匂わせることすらなく物語は終わった。識別信号（コード）は「マッドドッグ（狂犬）」だが、木ノ下本人はこのコードを気に入っていない。
千夏（ちなつ）
鉄之助の同僚、先輩。格闘技を極めた「警察漢」。実は腹話術・着ぐるみなどが嫌いで、四係としての仕事にはいまだ慣れない様子。警死庁では「阿修羅王」として名が通っており、その強さ・無慈悲さは有名。ドSである。識別信号（コード）は「阿修羅王」。
鬼頭雪之丞宗親（きとう ゆきのじょう むねちか）
通称「おやっさん」富士見署四係に所属する謎の老人。警察漢の一人であるが、鉄之助曰く「（繰り出した技が視認できなかったため）何の達人か見当すらつかない」。警死庁創設メンバーの一人で江戸時代生まれ。識別信号（コード）は「生ける伝説（レジェンドオブライフタイム）」。
高峰（たかみね）署長
富士見署の署長。ホモセクシャルであり、「狙った獲物は逃がさないハンター」と言われている。鉄之助がお気に入りだが、初対面のときに速水も狙っていた。終盤で彼も警察漢であると判明。元マジシャンであり、その道では有名な人物であったようだが、頑鉄により警死庁に引き抜かれたという過去を持つ。識別信号（コード）は「背徳の紳士（インモラル・ジェントルマン）」。
クリスティーヌ＝ヤマガタ
署長秘書。立ち居振る舞いはおっとりしているが、かなりの毒舌家である。署内でも私服である。フリフリかつ少女趣味の服はバトルドレスという特殊な物であり、関の刀匠が鍛えた刃が65536本仕込んである。暴走族を一人で壊滅させ、バイクを真っ二つにするほどの切れ味と実力を持っている。警察漢の一人だが、専門は情報収集および解析。腕力では警死庁（正しくは警察漢だろう）最弱とは本人の弁。バトルドレスを脱ぐと真の実力が出せる模様。識別信号（コード）は「氷の剣（アイスブランド）」。

### 警死庁
山吹頑鉄（やまぶき がんてつ）
鉄之助の父。表向きは村の巡査であったが、その正体は伝説の警察漢。米軍が誤射した、核弾頭の装備されたトマホークミサイルを素手で撃墜し、日本を守ったことがある。1994年にソ連超弩級戦略軍事衛星「ストラナ アグロムナヤ（偉大なる国家）」が制御を失い地表に落下、そこへプルトニウム回収に向かい成功するが、衛星の爆発に巻き込まれ死亡する。死亡するその時まで家族に正体を明かすことは無く、鉄之助思いの良き父親であった。警死庁では様々な人物から尊敬されており、存命中の人望の厚さがうかがえる。妻・鉄虎（てつこ）は作中の描写から、鉄之助が幼いころに死別した模様。識別信号（コード）は「鉄の腕」。必殺技は「鉄の嵐（アイアンストーム）」。
雪村京太郎（ゆきむら きょうたろう）
警死庁昇進試験の試験官。頑鉄の旧友であり、彼が死亡した日に鉄之助と一度だけ会っている（その際、まだ子供だった鉄之助には頑鉄の死の真相を伝えず、交通事故で死んだと教えた）。制服ではなく、白シャツにスラックス、ネクタイとアームカバーを着用。頑鉄の回想シーンでのみ、制服・メガネなし姿で描かれた。第27話で警察漢であること、第28話でフルネームが判明。さらに第30話で、実は警死総監その人だと明かされた。実力のほとんどを出さなかったが、支持棒を用いて戦う。識別信号（コード）は「地獄の教官（ヘル・インストラクター）」。
マリカ
警死総監の飼い猫。雑種。特殊訓練された日本初の「警察犬」ならぬ「警察猫」であり、その能力は高い。過去8人の警死庁入庁試験官を務めたが、未だ合格した者はいない。「三ツ星のマリカ」という二つ名を持つ。
杉本萌奈（すぎもと もえな）
大阪弁。爆弾の扱いに長けており、服のあちこちに爆弾が仕込んである。髪飾りも爆弾である。第15話での巡殺昇進をきっかけに、第17話で富士見署交通課四係に我那覇と一緒に赴任してくる。そして、鉄之助・我那覇と3名で警死庁特別遊撃隊（フライング・スコードロン）、通称ハッスル3（スリー）というチームを組まされてしまう。識別信号（コード）は「爆弾の乙女（ボンバーガール）」。
我那覇丈（がなは じょう）
20歳。拳法家。「阿修羅王流」の使い手。千夏の弟子だが、師と違って腹話術が得意。真性のドMである。昇進試験にて鉄之助と戦い敗北するが、受験者数が奇数だったため行われた敗者復活戦で相手を瞬殺、巡殺に昇進した。第17話で杉本と一緒に、富士見署交通課四係に赴任してくる。初期は髭を生やしていなかったが、樹海で3か月過ごした後は一貫して髭を生やしている。識別信号（コード）は「拳精（バトルマスター）」。
花丸風丸門番ブラザーズ（はなまる かぜまる もんばんブラザーズ）
警死庁の門番を務める双子。警死庁昇進試験の1次試験では、毎回ドツキ漫才を披露している。しかし、兄：風丸のツッコミに弟：花丸が毎回耐え切れず、持ち時間が終わる前に続行不能となってしまうため、未だに先の試験へ進めたことはない模様。
弓長沙恵（ゆみなが さえ）
身長は目算で145cmほど。アクエリアスのオペレーター。当初は端役に過ぎなかったが、彼女も警察漢である。年齢は20歳よりは上。第28話でおやっさんの孫と判明。戦法は合気道であり、自身の攻撃力もさることながら、相手の力をそのままはね返すことに秀でている。識別信号（コード）は「電子の妖精（スプライト）」。

### 警視庁
普通の警察組織である。警死庁の存在は極々一部の人間しか知らない。
速水（はやみ）警部補
本名、速水京（はやみ きょう）。警視総監を父に持ち、東大出で国家公務員採用I種試験に合格したエリート。そのため尊大な態度をとりがちだが、警察官としての使命感はあり、打たれ強い。警死庁とよく関わってしまうも、その存在については全く気付いていない模様。エリートダンスという謎のダンスを踊ることができる。
警視総監
第2話に登場。速水の父。外務大臣とは親交がある様子。
村崎茜（むらさき あかね）
第16話より登場。1か月前に富士見署に配属された女性警察官。仙台出身。かなりのドジっ娘でよく負傷するが、柔道三段。木ノ下の銃撃を目撃したことから、警死庁の存在に気付いてしまう。しかし、鉄之助の努力によって確信にまでは至らなかった。鉄之助に一目惚れされ、段々といい仲になる。その後、速水と一緒に事情を知らぬままポ杯に出場することになってしまう。ポ杯時の肩書きは「傷だらけの天使（ブロークン・エンジェル）」。なお、彼女はポ杯に出場しているが警死庁関係者ではないため、識別信号（コード）はない。同じことが速水にも言える。
近藤（こんどう）警視正
公安綱紀粛正委員会の委員長。理想警察実現のために心血を注ぐ。実は警死庁出身で鉄の腕の同期だったが、「ある理由」から警死庁廃絶を望むようになる。10年前におやっさんと戦ったことがあるらしい。鉄之助を軽々と倒しておやっさんと再び対戦するも、あっさり負けてしまった。
宮前（みやまえ）警部補
公安綱紀粛正委員会に属し、近藤の片腕を務める。速水とは大学の同期にあたり、エリートダンスが踊れるらしい。

### その他
外務大臣
第2話に登場。交通違反を取り締まろうとした鉄之助を金で買収しようとした上、鉄之助を警視総監を使って免職に追い込むが、結局警死庁メンバーによって逮捕されてしまう（もちろん鉄之助の免職は無かったことに）。
ソフィア・ラナンキュラス
サフラン王国の王女。ヤンキー趣味であり、レディースに憧れている。鉄之助が「鉄の腕」の力に覚醒するきっかけを作った他、鉄之助に惚れてしまう。
坂本竜馬
実在の人物だが、勝海舟・福澤諭吉・おやっさんと共に警死庁を創立したことになっている。正義感に熱く、全裸になってしまう点などどこか鉄之助に似ている。
ペリー
史実よりも強烈に武力で幕府を恫喝、日米和親条約を締結したことになっている。出世を目論んだが竜馬たちに船を沈められ、面目丸つぶれですっかり落ちぶれてしまい、竜馬を恨んで暗殺しようとするが、相討ちになる。
ポール
ペリーのひいひい孫にあたる。荒っぽいようでいて実は丁寧という奇妙な日本語を喋る。表向きはニューヨーク市警の警官だが、その正体はニューヨーク死警（アメリカの裏警察組織。警死庁のような存在）の一員。得意技はネックハング。
鉄の指
ICPOの長にして、ポ杯の主催者。秘書からは「大君（タイクーン）」と呼ばれている。全裸をモットーとしており、木ノ下が押されてしまうほどの戦闘力を誇る。全盲でマスクをしている。ポ杯の裏で、ある計画を遂行しようとする。必殺技は「グランドクロス」。

## 作中イベント解説

### 警死庁入庁試験
警死庁入庁の際に課される試験。人によって試験が違う。作中明らかになったのは「マリカ捕獲（鉄之助）」と「玉子地獄試験（木ノ下）」の2つのみ。難易度は「マリカ捕獲」の方が遥かに難しい。

### 警死庁昇進試験
「巡殺」になるための試験。3000円が支給され、それを使って装備を整える。なお、3000円を用いて入手したものしか持ち込めない（通常の警察官としての装備は没収）。1次試験は「警死庁お笑いオンステージ」であり、32名が通過できる。審査員は10人の巡殺部長であり、面白かったと思っただけポイントを与える。1ポイントは1㌔警死庁。鉄之助は535㌔警死庁（歴代最高記録）でトップ通過した。木ノ下はこの試験で恥辱にまみれたことがあり、ネッシーの技（詳細不明）でようやく400㌔警死庁で通過したことがある（千夏もこの試験のことは思い出したくない旨の発言をしている）。2次試験は「鉄の腕の石像（身長57m、体重550t）から制限時間までにダウンを奪う」であり、クリアしたものは何名でも通過できる（鉄之助が受験した回では13名通過）。3次試験（最終試験）は「樹海の奥のリングで1対1で闘い勝利する」、ただし「死合い開始は3か月後」。つまり、「樹海で3か月サバイバルをした後死合」となり、サバイバルの試験も兼ねている（鉄之助が受験した回ではサバイバルで生き残ったのは9名）。リングが設置されているのは鉄の腕の墓標のすぐ近く。なお最終試験に限り、受験者が奇数の場合は敗者復活戦が用意されている。

### ポリスカップ（ポ杯）
世界中の裏警察組織が優勝の座を巡り争うトーナメント。今回で46回目の開催。前回45回の優勝は日本チームで、木ノ下・千夏らが出場した。優勝チームには「ポリス・オブ・ザ・ポリスアワード」を手にできる。

## 用語解説
アクエリアス
軍事機密から秋の行楽情報まで、あらゆる情報が集約される警死庁の中枢コンピュータ。チケットの予約もできる。富士見署の地下にある。
警死庁（けいしちょう）
あらゆる制約が外された超警察というべき組織。人類の叡智を集結させた地上最強のエキスパート集団。手段遂行のためには法律を無視することもいとわない。独自の入庁試験・昇進試験・階級がある。階級は下から順にパシリ（パシリ）⇒巡殺（下っぱ）⇒巡殺長⇒巡殺部長⇒……⇒警死総監となっている。またこの階級とは別に、トップ10人を指して警察漢（死）という階級がある（下記参照）。
警死庁バッジ（けいしちょうバッジ）
警察漢の証。通常の警察官の持つバッジとは違い、朝日影を押しながら回すと文字が現れる。警察漢は「死」。文字は階級によって違い、作中では「パシリ」「下っぱ」の描写がある。発信機になっており、アクエリアスで場所のトレースができる。
警察漢（けいさつかん）
警死庁でも最強の兵10名のことを特に「警察漢」と呼ぶ。警死総監も警察漢であることから、通常の階級と警察漢の階級は重複する可能性あり。作中で正体の明らかになった警察漢は7人、残り3人のうち2人（描写から、マリカは本来の10人とは別格の様子）は第3話にて広島弁のような言葉遣いの長髪の人物と、鹿児島弁を話す西郷隆盛風の男がシルエットのみ登場している。
識別信号（コード）
警死庁内で使用される警察漢の識別信号。しかし、作中で登場人物たちは互いを本名で呼び合っている。
公安綱紀粛正委員会（こうあんこうきしゅくせいいいんかい）
警察組織の中での不正を正すために設立された警察内部組織だが、警死庁を叩くのがもう1つの隠された目的である。公安綱紀粛正委員会のみ、白い特別な制服を着用している。

## 単行本
- 大和田秀樹『警死庁24時』角川書店〈角川コミックス・エース〉、全6巻
  1. 2001年9月発売、ISBN 978-4047134577
  2. 2002年4月発売、ISBN 978-4047134898
  3. 2002年9月発売、ISBN 978-4047135093
  4. 2003年5月発売、ISBN 978-4047135529
  5. 2003年11月発売、ISBN 978-4047135888
  6. 2004年4月発売、ISBN 978-4047136199